# Liste der Straßennamen von Neuburg an der Kammel
Die Liste der Straßennamen von Neuburg an der Kammel listet alle Straßennamen von Neuburg an der Kammel und den Ortsteilen – Edelstetten, Erisweiler, Halbertshofen, Höselhurst, Langenhaslach, Marbach, Naichen und Wattenweiler – auf.

## Liste geordnet nach den Orten
In dieser Liste werden die Straßennamen den einzelnen Orten zugeordnet und kurz erklärt.

### Neuburg an der Kammel
| Straßenname               | |
| ------------------------- | --- |
| Altvaterstraße            | |
| Am Eisberg                | benannt nach dem Eisberg |
| Am Nußgraben              | benannt nach dem Nußgraben, der nördlich des Ortes in die Kammel mündet |
| Auf der Platte            | benannt nach dem Plateau an dem Hang unterhalb des Neuburger Schlosses, auf dem die Kirche von Neuburg steht |
| Äußere Schlucht           | benannt nach dem Flurnamen Schlucht |
| Bahnhofstraße             | benannt nach dem Bahnhof an der Mittelschwabenbahn in Neuburg |
| Behlinger Weg             | benannt nach dem Dorf Behlingen, in das die Verlängerung dieser Straße führt |
| Bergstraße                | die Verlängerung der Straße führt nach Wattenweiler; in früherer Zeit hieß die Straße Judengasse, da bis zu deren Vertreibung im Jahr 1675 die meisten in Neuburg wohnenden Juden ihre Häuser in der in dieser Straße hatten (→ siehe auch: Jüdische Gemeinde Neuburg an der Kammel) |
| Christoph-Rodt-Straße     | benannt nach dem in Neuburg geborenen Bildhauer des Frühbarock Christoph Rodt (* um 1575; † 1634 in Großkötz) |
| Dr.-Lecheler-Straße       | |
| Edelstetter Weg           | benannt nach dem Dorf Edelstetten, in das die Verlängerung dieser Straße führt |
| Egerlandstraße            | benannt nach dem Egerland |
| Eiskellerweg              | benannt nach dem Eisberg |
| Ellerbachstraße           | benannt nach dem Adelsgeschlecht derer von Ellerbach, die das Schloß Neuburg und den Ort von 1348 bis 1458 besaßen |
| Frühlingsweg              | benannt nach der Jahreszeit Frühling |
| Gartenstraße              | |
| Hagenmahd                 | benannt nach dem Flurnamen Hagenmahd |
| Halbertshofer Straße      | benannt nach dem Dorf Halbertshofen, in das die Verlängerung dieser Straße führt |
| Hoffeldstraße             | |
| Höselhurster Straße       | benannt nach dem Dorf Höselhurst, in das die Verlängerung dieser Straße führt |
| Josef-Weilbach-Straße     | |
| Kesselstraße              | |
| Kittingerweg              | |
| Krumbacher Straße         | benannt nach der Stadt Krumbach, in die die Verlängerung dieser Straße führt (Staatsstraße St 2024) |
| Langenhaslacher Weg       | benannt nach dem Nachbardorf Langenhaslach |
| Ludwig-Schindlmayr-Straße | Lehrer und Heimatforscher, der im Jahr 1958 eine Chronik über den Markt Neuburg a.d.Kammel verfasste |
| Marktplatz                | |
| Max-Mayer-Berg            | |
| Megamatplatz              | |
| Molkereistraße            | benannt nach der Neuburger Molkerei |
| Mühlbachweg               | benannt nach dem Mühlbach der Neuburger Mühle |
| Mühlstraße                | benannt nach der Neuburger Mühle |
| Pfarrer-Herburger-Straße  | |
| Pia-von-Aretin-Straße     | benannt nach Pia von Aretin; das Neuburger Schloß gehörte von 1817 bis 1984 den von Aretin's |
| Plätzen                   | benannt nach dem Flurnamen Plätzen |
| Rechbergstraße            | benannt nach dem Adelsgeschlecht derer von Rechberg, die das Schloß Neuburg und den Ort von ca. 1460 bis 1524 besaßen |
| Schloßweg                 | Weg zum Neuburger Schloß (zweigt von der Straße ab, die nach Wattenweiler führt) |
| Schluchtstraße            | benannt nach dem Flurnamen Schlucht |
| Sudetenstraße             | benannt nach dem Sudetenland |
| Vöhlinstraße              | benannt nach der Patrizierfamilie Vöhlin, die das Schloß Neuburg und den Ort von 1524 bis 1816 besaßen |
| Wiesenstraße              | |

### Edelstetten
| Straßenname            | |
| ---------------------- | --- |
| Am Täschle             | |
| Am Brühl               | benannt nach dem Flurnamen; Brühl bedeutet feuchte, sumpfige Wiese |
| Am Kreuzberg           | |
| Am Ziegelstadel        | |
| An der Klinge          | |
| An der Schlucht        | |
| Attenhauser Straße     | benannt nach dem Dorf Attenhausen, in das die Verlängerung dieser Straße führt |
| Flurstraße             | |
| Fürst Esterházy-Straße | benannt nach dem Ungarischen Adelsgeschlecht der Esterházy, die nach der Säkularisation das Kloster Edelstetten erwarben; es gehört ihnen noch heute                                                                                         |
| Hagenrieder Weg        | benannt nach dem Dorf Hagenried, in das die Verlängerung dieses Weges führt |
| Haselweg               | benannt nach dem Haselbach, der durch Edelstetten fließt |
| Hirschfelder Weg       | benannt nach dem Dorf Hirschfelden, in das die Verlängerung dieses Weges führt |
| Im Wiesengrunde        | |
| Kirchplatz             | |
| Mechthildisstraße      | benannt nach der seligen Mechthild von Dießen, die von 1153 bis 1159 Äbtissin des Damenstifts Edelstetten war und dieses reformieren sollte                                                                                                  |
| Pfarrer-Bußigel-Straße | |
| Sankt-Michaels-Weg     | benannt nach Michael (Erzengel), dem Patron der St. Michaels-Kapelle in Edelstetten |
| Simpert-Kraemer-Straße | benannt nach dem Barockbaumeister Simpert Kraemer, für den der Bau der Klosterkirche des Klosters Edelstetten nach Plänen von Pater Christoph Vogt aus dem Benediktinerkloster Ottobeuren der erste große Auftrag war (Staatsstraße St 2023) |
| Weiherweg              | benannt nach den südlich des Dorfes gelegenen Weihern im Haseltal, zu denen der Weg führt |
| Westernachstraße       | benannt nach dem Adelsgeschlecht Westernach; während des Baus des Damenstiftes im heutigen Aussehen war Caroline von Westernach Äbtissin des Damenstifts Edelstetten;                                                                        |
| Vigneulles-Straße      | benannt nach dem Partnerort von Edelstetten: Vigneulles in Frankreich |

### Erisweiler
| Straßenname |                              |
| ----------- | ---------------------------- |
| Erisweiler  | Häuser haben nur Hausnummern |

### Halbertshofen
| Straßenname    |                       |
| -------------- | --------------------- |
| Neubruchstraße |                       |
| Ortsstraße     | Hauptstraße des Ortes |

### Höselhurst
| Straßenname         |                                                                                        |
| ------------------- | -------------------------------------------------------------------------------------- |
| Günzweg             | benannt nach dem am Ort vorbeifließenden Fluss Günz                                    |
| Sankt-Nikolaus-Ring | benannt nach dem Hl. Nikolaus, dem Patron der Kirche von Höselhurst                    |
| Wattenweiler Straße | benannt nach dem Dorf Wattenweiler, in das die Verlängerung dieser Straße führt (B 16) |

### Langenhaslach
| Straßenname            | |
| ---------------------- | --- |
| Alte Landstraße        | alte Verbindungsstraße nach Neuburg an der Kammel                                                     |
| Am Feldtor             | |
| Am Kirchle             | benannt nach der Lourdes-Kapelle am südöstlichen Dorfrand                                             |
| An der Hauptstraße     | von der Hauptstraße abzweigende Sackgasse                                                             |
| An der Kohlstatt       | benannt nach dem Ort an dem früher Holzkohle hergestellt wurde                                        |
| Äußere Dorfstraße      | |
| Edelstetter Straße     | benannt nach dem Dorf Edelstetten, in das die Verlängerung dieser Straße führt (Staatsstraße St 2023) |
| Gärtnerweg             | |
| Hauptstraße            | Hauptstraße von Langenhaslach (Staatsstraße St 2024)                                                  |
| Hinter den Gärten      | |
| Kaiserbauerstraße      | |
| Kirchenstraße          | |
| Kirchsteigstraße       | |
| Mühlweg                | benannt nach der Langenhaslacher Mühle am Haselbach                                                   |
| Pfarrer-Baumeister-Weg | |
| Riedstraße             | benannt nach dem Flurnamen des Niedermoor-Gebietes zwischen Kammel und Haselbach                      |
| Sankt-Martin-Platz     | benannt nach dem Hl. Martin, dem Patron der Langenhaslacher Kirche                                    |
| Schulgasse             | benannt nach der ehemaligen Langenhaslacher Schule                                                    |
| Sonnenstraße           | |
| Waldstraße             | am Wald entlang führende Straße am nordöstlichen Ortsrand                                             |
| Webergasse             | |
| Ziegeleistraße         | |
| Zum Burgberg           | benannt nach dem Burgberg                                                                             |

### Marbach
| Straßenname |                              |
| ----------- | ---------------------------- |
| Marbach     | Häuser haben nur Hausnummern |

### Naichen
| Straßenname        |                                                                        |
| ------------------ | ---------------------------------------------------------------------- |
| Naichen            | Häuser (entlang der Staatsstraße St 2024) haben nur Hausnummern außer: |
| Zur Hammerschmiede | benannt nach dem Hammerschmiedemuseum Naichen                          |

### Wattenweiler
| Straßenname              | |
| ------------------------ | --- |
| Am Eichele               | |
| Am Gansreis              | benannt nach dem Namen des angrenzenden Waldstücks                                                     |
| Am Hasenberg             | benannt nach dem Flurnamen Hasenberg                                                                   |
| Am Schloßberg            | benannt nach dem Wattenweiler Schloßberg, auf dem man heute auch noch einen Burgstall finden kann      |
| Am Zollerberg            | benannt nach                                                                                           |
| Bachweg                  | |
| Dorfstraße               | Hauptstraße des Dorfes (B 16)                                                                          |
| Ellzeer Straße           | benannt nach dem Dorf Ellzee, in das die Verlängerung dieser Straße führt                              |
| Kirchberg                | benannt nach dem Berg, auf dem die Kirche von Wattenweiler steht                                       |
| Maria-Eich-Weg           | benannt nach der Wallfahrtskirche Maria Feldblume, zu der der Weg führt                                |
| Neuburger Straße         | benannt nach dem Markt Neuburg an der Kammel, in den die Verlängerung dieser Straße führt              |
| Oberer Hasenberg         | benannt nach dem Flurnamen Hasenberg                                                                   |
| Pfarrer-Kast-Weg         | benannt nach Pfarrer Kast, dem langjährigen Pfarrer von Wattenweiler                                   |
| Raiffeisenstraße         | |
| Schulstraße              | benannt nach der ehemaligen Wattenweiler Schule                                                        |
| Unterwiesenbacher Straße | benannt nach dem Dorf Unterwiesenbach, in das die Verlängerung dieser Straße führt (Kreisstraße GZ 19) |
| Zum Kraftwerk            | benannt nach dem Wattenweiler Günzkraftwerk                                                            |
| Zum Sportplatz           | führt zum Sportplatz von Wattenweiler                                                                  |

## Alphabetische Liste
In Klammern ist der Ort angegeben, in dem die Straße ist.
| - Alte Landstraße (Langenhaslach) - Altvaterstraße (Neuburg) - Am Brühl (Edelstetten) - Am Eichele (Wattenweiler) - Am Eisberg (Neuburg) - Am Feldtor (Langenhaslach) - Am Gansreis (Wattenweiler) - Am Hasenberg (Wattenweiler) - Am Kirchle (Langenhaslach) - Am Kreuzberg (Edelstetten) - Am Nußgraben (Neuburg) - Am Schloßberg (Wattenweiler) - Am Täschle (Edelstetten) - Am Ziegelstadel (Edelstetten) - Am Zollerberg (Wattenweiler) - An der Hauptstraße (Langenhaslach) - An der Klinge (Edelstetten) - An der Kohlstatt (Langenhaslach) - An der Schlucht (Edelstetten) - Attenhauser Straße (Edelstetten) - Auf der Platte (Neuburg) - Äußere Dorfstraße (Langenhaslach) - Äußere Schlucht (Neuburg) - Bachweg (Wattenweiler) - Bahnhofstraße (Neuburg) - Behlinger Weg (Neuburg) - Bergstraße (Neuburg) - Christoph-Rodt-Straße (Neuburg) - Dorfstraße (Wattenweiler) - Dr.-Lecheler-Straße (Neuburg) - Edelstetter Straße (Langenhaslach) - Edelstetter Weg (Neuburg) - Egerlandstraße (Neuburg) - Eiskellerweg (Neuburg) - Ellerbachstraße (Neuburg) - Ellzeer Straße (Wattenweiler) - Erisweiler (Erisweiler) - Flurstraße (Edelstetten) - Frühlingsweg (Neuburg) - Fürst-Esterházy-Straße (Edelstetten) - Gartenstraße (Neuburg) - Gärtnerweg (Langenhaslach) - Günzweg (Höselhurst) - Hagenmahd (Neuburg) - Hagenrieder Weg (Edelstetten) - Halbertshofer Straße (Neuburg) - Haselweg (Edelstetten) - Hauptstraße (Langenhaslach) - Hinter den Gärten (Langenhaslach) - Hirschfelder Weg (Edelstetten) - Hoffeldstraße (Neuburg) - Höselhurster Straße (Neuburg) - Im Wiesengrunde (Edelstetten) - Josef-Weilbach-Straße (Neuburg) | - Kaiserbauerstraße (Langenhaslach) - Kesselstraße (Neuburg) - Kirchberg (Wattenweiler) - Kirchenstraße (Langenhaslach) - Kirchplatz (Edelstetten) - Kirchsteigstraße (Langenhaslach) - Kittingerweg (Neuburg) - Krumbacher Straße (Neuburg) - Langenhaslacher Weg (Neuburg) - Ludwig-Schindlmayr-Straße (Neuburg) - Marbach (Marbach) - Maria-Eich-Weg (Wattenweiler) - Marktplatz (Neuburg) - Max-Mayer-Berg (Neuburg) - Mechthildisstraße (Edelstetten) - Megamatplatz (Neuburg) - Molkereistraße (Neuburg) - Mühlbachweg (Neuburg) - Mühlstraße (Neuburg) - Mühlweg (Langenhaslach) - Naichen (Naichen) - Neubruchstraße (Halbertshofen) - Neuburger Straße (Wattenweiler) - Oberer Hasenberg (Wattenweiler) - Ortsstraße (Halbertshofen) - Pfarrer-Baumeister-Weg (Langenhaslach) - Pfarrer-Bußigel-Straße (Edelstetten) - Pfarrer-Herburger Straße (Neuburg) - Pfarrer-Kast-Weg (Wattenweiler) - Pia-von-Aretin-Straße (Neuburg) - Plätzen (Neuburg) - Raiffeisenstraße (Wattenweiler) - Rechbergstraße (Neuburg) - Riedstraße (Langenhaslach) - Schluchtstraße (Neuburg) - Schloßweg (Neuburg) - Schulgasse (Langenhaslach) - Schulstraße (Wattenweiler) - Sankt-Martin-Platz (Langenhaslach) - Sankt-Michaels-Weg (Edelstetten) - Sankt-Nikolaus-Ring (Höselhurst) - Simpert-Kraemer-Straße (Edelstetten) - Sonnenstraße (Langenhaslach) - Sudetenstraße (Neuburg) - Unterwiesenbacher Straße (Wattenweiler) - Vigneulles-Straße (Edelstetten) - Vöhlinstraße (Neuburg) - Waldstraße (Langenhaslach) - Wattenweiler Straße (Höselhurst) - Webergasse (Langenhaslach) - Weiherweg (Edelstetten) - Westernachstraße (Edelstetten) - Wiesenstraße (Neuburg) - Ziegeleistraße (Langenhaslach) - Zum Burgberg (Langenhaslach) - Zum Kraftwerk (Wattenweiler) - Zum Sportplatz (Wattenweiler) - Zur Hammerschmiede (Naichen) |

| ↑ Zurück zum Inhaltsverzeichnis |